# Cziráky Antal (szerzetes)
Cziráki és dénesfalvai gróf Cziráky Antal (1633 – Pozsony, 1696. március 13.) ferences rendi szerzetes.

## Élete
1650-ben lépett a rendbe és 1656-ban misés pappá szenteltetett. Előbb Nagyszombat környékén hirdette az Isten igéjét, 1665-ben pedig mint tudományi definitor pozsonyi magyar hitszónok lett; hasonló minőségben 1670-ben Nagyszombatba helyezték át. 1671-től többhelyt mint házfőnök működött; 1680-ban tartományi őrré és három év múlva tartományi alkormányzóvá (1695-ben másodízben) választatott, közben a pápai s később a soproni székház főnöke volt. Egyházszónoklati munkái kéziratban maradtak.